# Iolaphilus entebbeae
Iolaphilus entebbeae är en fjärilsart som beskrevs av Riley 1928. Iolaphilus entebbeae ingår i släktet Iolaphilus och familjen juvelvingar. Inga underarter finns listade i Catalogue of Life.